# 声声酔如蘭
『聲聲醉如蘭』（ピンイン：Sheng Sheng Zui Ru Lan、シェン・シェン・ズィ・ルー・ラン）は、阿蘭（alan）のカヴァー・アルバム。

## 解説
中国人女性歌手alanが、2005年に中国でリリースした。この頃はまだ日本でデビューする前なので、本名表記で阿蘭となっている。
alanが解放軍中国藝術学院声楽科に在学中（大学3年生）の作品で、「avex China 新人発掘オーディション」を受ける前（日本でデビューする前）となる。

## 収録曲
1. 酔清風 - （醉清风 Zui-qing-feng）〈弦子〉
2. 忍不住眼涙 - （忍不住眼泪 Ren-bu-zhu-yan-lei）〈華少翌〉
3. 梔子花開 - （梔子花开 Zhi-zi-hua-kai【中国語版】〈何炅〉
4. 梔子花開 - （梔子花开 Zhi-zi-hua-kai【英文版"Gardenia in Blossom"】〈何炅〉
5. 玻璃杯 - （玻璃杯 Bo-li-bei）〈曹慧娟&盧曉芸〉
6. 寧夏 - （宁夏 Ning-xia）〈梁静茹〉
7. 十年 - （十年 Shi-nian）〈陳奕迅〉
8. 你到底愛誰 - （你到底爱谁 Ni-dao-di-ai-shei）〈劉嘉亮〉
9. 童話 - （童话 Tong-hua）〈光良〉
10. 最浪漫的事 - （最浪漫的事 Zui-lang-man-de-shi）〈趙詠華〉
11. 翅膀 - （翅膀 Chi-bang）〈王心凌〉
12. 遇見 - （遇见 Yu-jian）〈孫燕姿〉
13. 一輩子的孤単 - （一辈子的孤单 Yi-bei-zi-de-gu-dan）〈劉若英〉
14. 被風吹過的夏天 - （被风吹过的夏天 Bei-feng-chui-guo-de-xia-tian）〈林俊傑&金莎〉

※( ) 内は簡体字表記+ピンイン、〈 〉内は原曲の歌手名